# Brasiliens Grand Prix 1984
Brasiliens Grand Prix 1984 var det första av 16 lopp ingående i formel 1-VM 1984.

## Resultat
1. Alain Prost, McLaren-TAG, 9 poäng
2. Keke Rosberg, Williams-Honda, 6
3. Elio de Angelis, Lotus-Renault, 4
4. Eddie Cheever, Alfa Romeo, 3
5. Patrick Tambay, Renault (varv 59, bränslebrist), 2
6. Thierry Boutsen, Arrows-Ford, 1
7. Marc Surer, Arrows-Ford
8. Jonathan Palmer, RAM-Hart

### Förare som bröt loppet
- Derek Warwick, Renault (varv 51, upphängning)
- Andrea de Cesaris, Ligier-Renault (42, växellåda)
- Riccardo Patrese, Alfa Romeo (41, växellåda)
- Niki Lauda, McLaren-TAG (38, elsystem)
- Nigel Mansell, Lotus-Renault (35, olycka)
- Nelson Piquet, Brabham-BMW (32, motor)
- Teo Fabi, Brabham-BMW (32, turbo)
- René Arnoux, Ferrari (30, batteri)
- Piercarlo Ghinzani, Osella-Alfa Romeo (28, växellåda)
- Francois Hesnault, Ligier-Renault (25, överhettning)
- Philippe Alliot, RAM-Hart (24, batteri)
- Johnny Cecotto, Toleman-Hart (18, turbo)
- Jacques Laffite, Williams-Honda (15, elsystem)
- Michele Alboreto, Ferrari (14, bromsar)
- Mauro Baldi, Spirit-Hart (12, fördelare)
- Ayrton Senna, Toleman-Hart (8, turbo)

### Förare som diskvalificerades
- Martin Brundle, Tyrrell-Ford (varv 60)
- Stefan Bellof, Tyrrell-Ford (11)
- Manfred Winkelhock, ATS-BMW (0)